# محافظة باجة
محافظة باجة أو محافظة بيجا (بالبرتغالية Beja) هي إحدى محافظات البرتغال. يبلغ عدد سكانها 152 758 نسمة وذلك حسب إحصائيات سنة 2011. وتحتوي على 14 بلدية.